# Sebadoris
Sebadoris es un género de moluscos nudibranquios de la familia Discodorididae.

## Diversidad
El género Sebadoris incluye un total de 2 especies descritas:
- Sebadoris fragilis (Alder & Hancock, 1864)
- Sebadoris nubilosa  Pease, 1871